# Metriocnemus ursinus
Metriocnemus ursinus är en tvåvingeart som först beskrevs av Holmgren 1869.  Metriocnemus ursinus ingår i släktet Metriocnemus och familjen fjädermyggor. Enligt den finländska rödlistan är arten nära hotad i Finland. Arten är reproducerande i Sverige. Artens livsmiljö är stränder. Inga underarter finns listade i Catalogue of Life.